# Бер, Дмитрий Борисович
Дмитрий Борисович Бер (7 февраля 1832, Москва — 14 июня 1903, Починок, Смоленская губерния) — русский юрист, один из разработчиков проекта Февральского манифеста 1861 г., разработчик системы гражданского управления на Северном Кавказе (1892—1895), сенатор (1874—1903).

## Биография
Сын Бориса Ивановича Бера.
Родился 7 февраля 1832 г. в Москве.
1843 — в малолетстве владел вместе с братом Алексеем в Нижегородском у. Нижегородской губ. в селе Наговицыно и дер. Карабатово 31 крестьянином (Карабатово — 146 дес., м.п. 30 душ, ж.п. 35 душ) .
1849 — окончил 1-ю классическую Санкт-Петербургскую гимназию.
1853 г. — окончил юридический факультет Петербургского университета, «по Юридическому разряду со степенью кандидата права».
В службе с 9.1.1854.
9.1.1854 — коллежский секретарь, поступил докладчиком в консультацию при Министерстве Юстиции.
16.2.1854 — для указания практического делопроизводства прикомандирован к 4 Департаменту Сената.
1857 — исполняющий должность секретаря Общего Собрания Департамента Герольдии. Титулярный советник (VIII класс).
1860 — был командирован в редакционную комиссию при главном комитете по крестьянским делам. Одновременно являлся исполняющим должность юрисконсульта при министерстве юстиции.
1862—66 — правитель (Управляющий) канцелярией Министерства Юстиции.
1862 — коллежский советник.
1865/66 — статский советник; одновременно с руководством канцелярией состоял чиновником по особым поручениям V класса при министре юстиции с.е.и.в. канцелярии.
1866 — был назначен товарищем обер-прокурора Гражданского Кассационного департамента Сената.
1871 — назначен старшим председателем Одесской судебной палаты.
Тайный советник (14.12.1872).
1874 — назначен старшим председателем Санкт-Петербургской судебной палаты.
18.7.1874 — назначен на должность в Правительствующий Сенат.
Ноябрь 1874 — открыл двухклассное училище в селе Лучеса.
1877 г. — в Адрес-календаре указан в числе «сенаторов, в департаментах не присутствующих», а также как И. о. обер-прокурора Уголовного Кассационного Департамента Правительствующего Сената. Тайный советник.
1880 — был назначен членом комиссии при министерстве юстиции для обсуждения проекта общего наказа о внутреннем распорядке в судебных учреждениях, образованных по судебным уставам 20 ноября 1864 г.
1881 г. — исполнял обязанности обер-прокурора общего собрания и соединённого присутствия 1-го и Кассационного департамента Сената. В Адрес-календаре указан в числе «сенаторов, в департаментах не присутствующих», а также как И. о. обер-прокурора Уголовного Кассационного Департамента Правительствующего Сената.
1885—1887 гг. — состоял членом Санкт-Петербургского Английского клуба.
1890—1891 г. — в Адрес-календаре указан как тайный советник; в числе сенаторов, числящихся в Департаменте Первом Сената.
1892 — высочайшим повелением был командирован в качестве уполномоченного от министерства юстиции для пересмотра узаконений по гражданскому управлению на Кавказе.
С 1895 г. был назначен присутствовать в Сенате сначала в 1-м департаменте, затем в соединённом присутствии 1-го и кассационных департаментов и далее в первом общем собрании.
Почетный член Общества вспоможения бедным в приходе Андреевского собора.
1896—1903 — почетный мировой судья Ельнинского уезда Смоленской губернии.
1900 — указан в Адрес-календаре: Сенат. Первое общее собрание Сената (Деп-ты 1, 2 и Герольдии). Сенатор. Действительный тайный советник (II класс).
К старости он почти оглох и нигде не служил, но присутствовал девять раз в год на общих собраниях Сената.

## В мемуарах
«Помню его рассказ про поездку в Одессу. Там он встретился с генepaлом Фадеевым, который просил Димитрия Борисовича помочь в службе его племяннику Витте, кажется Борису: „А о втором, Сергее, я Вас не прошу. Этот сам пролезет, куда нужно!“ сказал Фадеев».
«Димитрий Борисович делал головокружительную карьеру. Он был исключительно способен, блестящего ума, замечательно интересный собеседник. Ему прочили самое блестящее будущее, но ранняя глухота, которая быстро прогрессировала и не поддавалась никакому лечению, пресекла его быстрое восхождение… Димитрий Борисович любил говорить, и был чрезвычайно интересен. Он много читал, особенно когда совсем поселился в деревне, после того как был назначен в Общее собрание Сената…
Димитрий Борисович был глубоко и искренно религиозный человек, что помогало ему кротко сносить многие неурядицы».
«Димитрий Борисович считался очень умным… В 32 года он был Сенатором. К старости он оглох и нигде не служил, но присутствовал девять раз в год на общих собраниях Сената. Он, смеясь, говорил: „Я получаю такое вознаграждение, как Шаляпин, только Шаляпин должен за эти деньги петь, а я могу даже не говорить!“».

## Галерея

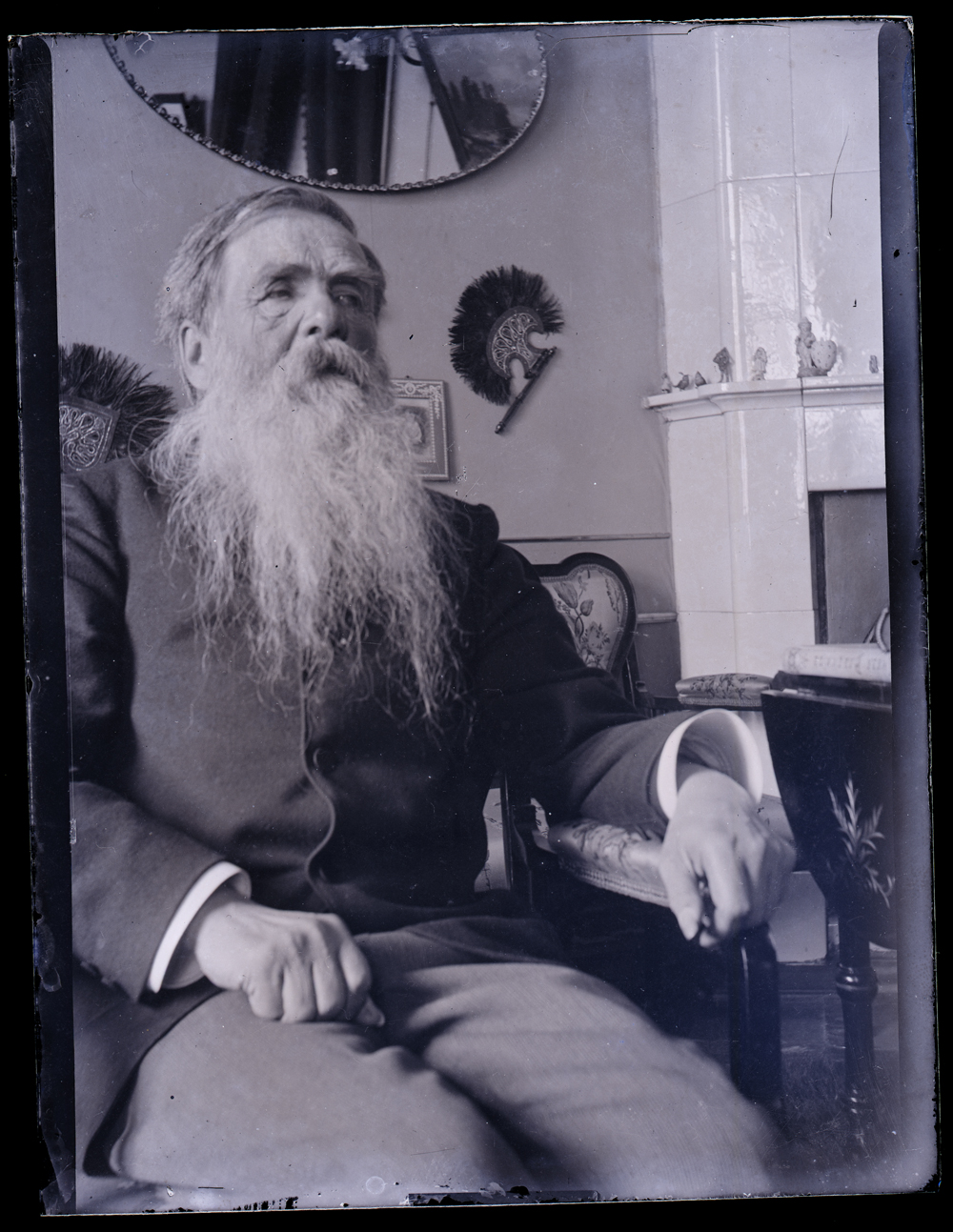
Дмитрий Борисович Бер в родовом имении Починок (ок. 1902 г.)
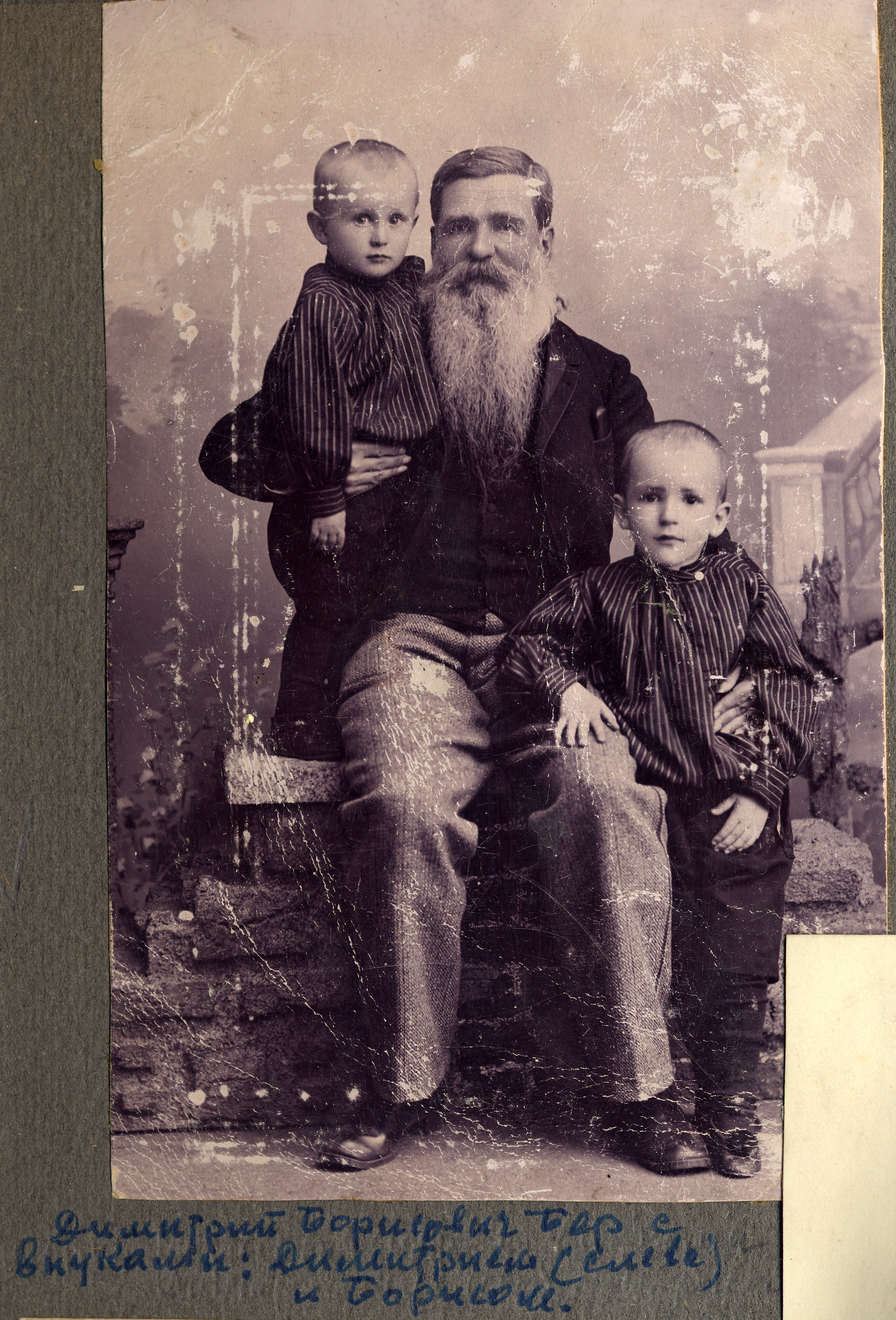
Дмитрий Борисович Бер с внуками (ок. 1900 г.)
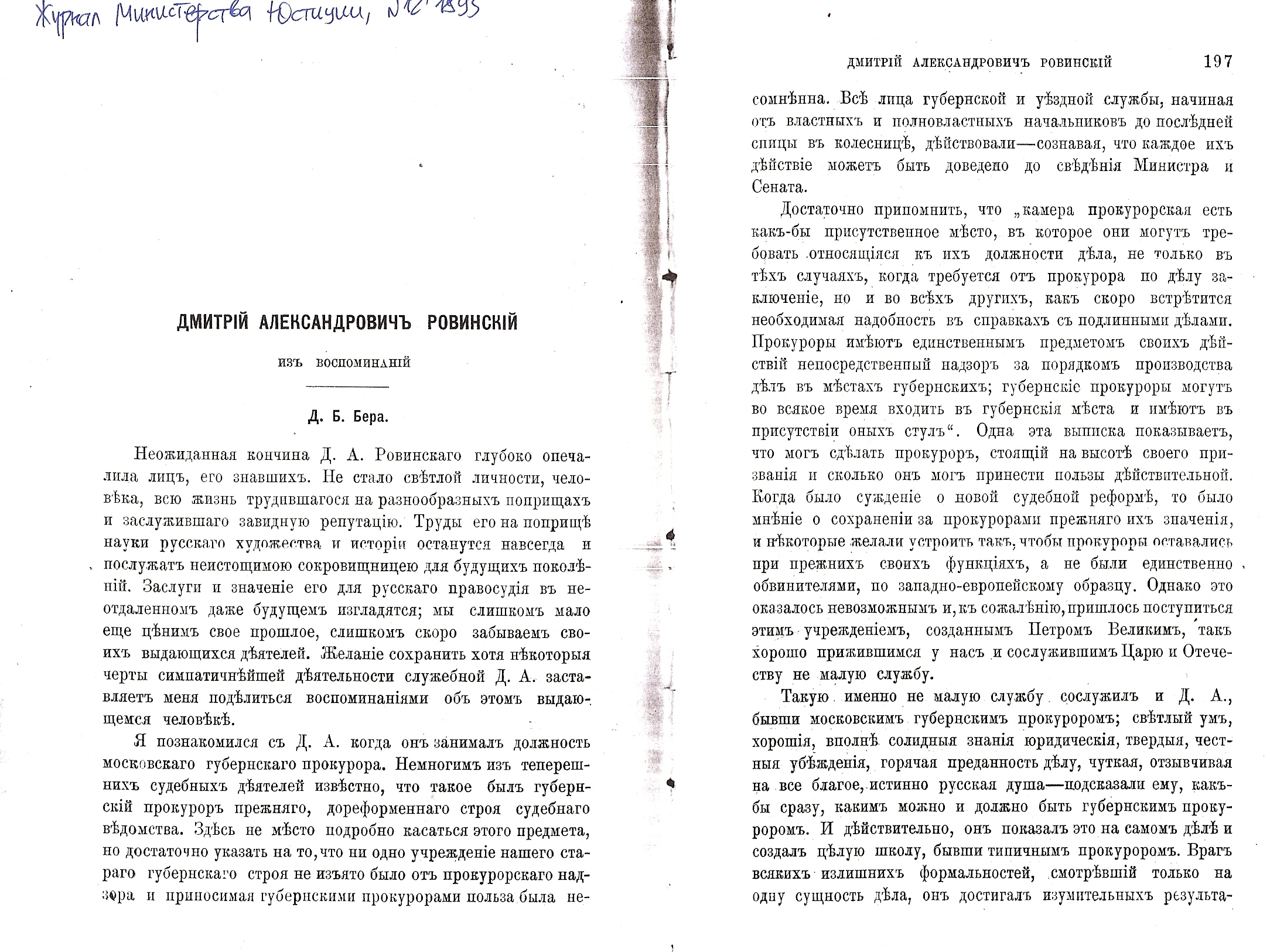
Статья Д. Б. Бера о Дмитрии Александровиче Ровинском (Журнал Мин-ва Юстиции, № 12, 1895 г.)